# Liolaemus gardeli
Liolaemus gardeli — вид ігуаноподібних ящірок родини Liolaemidae. Ендемік Уругваю. Описаний у 2017 році. Вид названий на честь аргентинського співака Карлоса Гарделя.

## Поширення і екологія
Liolaemus gardeli відомі з типової місцевості в департаменті Такуарембо. Вони живуть серед піщаних дюн, місцями порослих чагарниками. Є всеїдними.